# Don Beck
Pour les articles homonymes, voir Beck.
Don Beck, né le 31 janvier 1937 à Purcell (Oklahoma) et mort le 24 mai 2022, est un psychologue et un universitaire américain, ainsi qu'un conseiller politique et un consultant en entreprise. Il est connu pour avoir développé le concept de spirale dynamique et pour son rôle en Afrique du Sud dans l'accompagnement à la sortie du régime d'apartheid et l'évitement de conflits.

## Biographie
Beck a enseigné durant vingt ans à l'université de North Texas. Il a été un collaborateur de Clare Graves puis et a continué l'œuvre de celui-ci en développant la Spirale Dynamique, puis la spirale dynamique intégrale, un modèle multidimensionnel aidant à la compréhension des systèmes de valeur et de leur transformation au niveau individuel et collectif. Dans ce cadre, il a été consulté par des responsables politiques tels que Tony Blair, Nelson Mandela, Bill Clinton et des personnalités politiques d'autres pays. Il a fondé et dirige un institut à Denton (Texas) qui promeut ses théories et a créé des centres orientés vers ce même but. Il travaille également comme conseiller pour diverses sociétés privées et publiques.

## Interventions en Afrique du Sud
Dans les années 1980-1990, il s'est investi dans le processus de transformation des rapports politiques en Afrique du Sud pour surmonter l'Apartheid. Durant ces deux décennies, il s'est rendu une soixantaine de fois dans le pays pour y rencontrer les dirigeants politiques, économiques, religieux pour une action en faveur de  la réconciliation dans ce pays. Il a consigné son expérience dans un ouvrage, The Crucible: Forging South Africa's Future en 1991. La chambre des représentants texane lui a rendu hommage pour ses activités en faveur de l'Afrique du Sud.
Ses théories et celles de Graves ont également été mises à l'épreuve des relations conflictuelles entre palestiniens et israéliens.

## Interventions en entreprise
Beck a cherché à appliquer le modèle de la spirale dynamique en entreprise, notamment chez Southwest Airlines et Whole Foods.
Beck a travaillé aux Pays-Bas, notamment pour la compagnie nationale de téléphonie  KPN  dans les années 1990, mais aussi la police (en 2004) il a contribue à la mise en place par Peter Merry Peter Merry du second Center for Human Emergence en 2005.

## Ouvrages
- Avec Christopher C. Cowan, Spiral Dynamics: Mastering Values, Leadership and Change, 1996.  (ISBN 1-40513356-2)
- Avec Graham Linscott, The Crucible: Forging South Africa's Future, 1991.  (ISBN 0-62016241-4)
- Avec  Teddy Hebo Larsen, Sergey Solonin, Rica Viljoen, Thomas Q. Johns. Spiral Dynamics in Action. Humanity's Master Code, 2018 .